# Dover (gruppo musicale)
I Dover sono un gruppo rock spagnolo originario di Madrid.

## Storia

### 1992 - 1996: Gli inizi
La storia dei Dover ha inizio nella periferia di Madrid, in un piccolo locale in Boadilla del Monte, alla fine degli anni ottanta, quando Cristina Llanos, ragazza di 17 anni, decide di formare un gruppo rock, influenzata dalla scena alternativa di Seattle. La band viene fondata nel 1989 e il suo nome deriva dal nome del negozio di abbigliamento precedentemente appartenuto alla madre in Majadahonda. Al progetto si aggiunge la sorella di dieci anni più grande: Amparo. Nel 1991 la band è al completo con l'inserimento del batterista Jesús Antúnez e del bassista Álvaro Gómez. Inizialmente il gruppo si reca in prova al programma di radio Disco Grande de RNE Radio 3. In seguito firma un contratto con l'etichetta indipendente Everlasting-Caroline. Nel 1992 il loro album di debutto Sister vende 700 copie. Tuttavia, la fanzine spagnola Mondosonoro lo incluse tra i primi dieci migliori album nazionali di quell'anno. Registrano il loro primo video musicale Come With Me di John Bouillon: questa canzone non viene mai pubblicata come singolo, pur essendo la più cantata in concerto. Partecipano anche al Festimad di Belle Arti di Madrid.

### 1997 - 1998: Il successo internazionale
Il contratto con Caroline dura solo un anno, e si decide così di passare all'etichetta indipendente Subterfuge Records, la cui prima intenzione è quella di includere una versione demo di Loli Jackson nell'album Stereoparty 2, una compilation contenente brani di diversi autori emergenti; il successo ottenuto dal brano convince l'etichetta che acconsente alla produzione del secondo album: nel 1994 fanno il loro ingresso all'Infinity Estudos de Madrid per registrare l'album Devil Came to Me, con un budget di 80.000 pesetas, e in soli venti giorni. Viene raggiunto il record di vendite il 21 aprile 1997, quando una frase del brano che dà il titolo all'album (il coro ".. ho mentito per te, ho mentito per te.") viene utilizzata da uno spot TV della Radical Fruit Company , portando alla band grande notorietà internazionale. Durante la promozione di questo album, nel 1997, rientra il bassista Alvaro Díez (Tripi), che aveva già fatto parte della band ai suoi albori. L'album ha vende oltre 500.000 copie. Il gruppo partecipa all'evento musicale Doctor Music e lancia il primo singolo ufficiale dell'album: Serenade; una canzone di cui verrà prodotto anche il video, che diventa il numero uno in Spagna. Loli Jackson viene selezionata da Daniel Calparsoro per far parte della colonna sonora del suo film A ciegas, registrando un video per la canzone. Nel settembre dello stesso anno avevano già venduto oltre 50.000 copie.
In un videogioco "surf planet" vengono utilizzate SPECTRUM e LOLY JACKSON per la colonna sonora (lo scrive quando parte il gioco).

### 1999 - 2005: Nel pieno del rock
I rapporti della band con la Subterfuge peggiorano portando alla totale frattura e alla firma con la Chrysalis Records etichetta di proprietà della EMI Music. Nel 1998, la band crea una propria etichetta, la Loli Records Jackson. L'anno successivo, il 1999, pubblicano il loro terzo album Late at night. Registrato a Seattle con Barrett Jones, viene lanciato il 28 giugno con grandi aspettative create dal primo singolo estratto DJ, che si diviene immediatamente numero uno nelle classifiche spagnole. I brani di punte sono DJ, e Cherry Lee, che viene resa popolare da un messaggio pubblicitario della allora nuova Peugeot 206. Nello stesso anno parte anche il loro primo tour internazionale che li porta a visitare, tra gli altri stati, Germania, Inghilterra, Paesi Bassi, Messico e Stati Uniti.
Nel 2000 riceve il MTV Europe Music Awards come miglior artista spagnolo. Sempre nel 2000, Chrysalis ristampa il loro album di debutto Sister in cui compare un brano inedito, Noche tras noche. Nel maggio dello stesso anno entra ai Grandmasters studi Recorder per registrare il suo nuovo album, I was dead for 7 weeks in the city of angels ancora una volta accompagnato da Barrett Jones con cui i rapporti cominciano ad essere tesi. Come primo singolo del disco viene estratto King George, il 3 settembre 2001. L'album viene pubblicato il 17 dello stesso mese e in soli dieci giorni vende 125.000 copie.
Nel 2003, per crisi finanziare, viene chiusa la loro etichetta, firmato un contratto con la Emi e pubblicato il quinto album, The Flame, con sonorità pop e della durata complessiva di soli 30 minuti. Le vendite questa volta riescono a raggiungere a malapena le 60.000 copie. Per promuovere l'album fanno un tour che viene addirittura incluso all'AM Ring Festival MTV di Germania. Nel maggio 2004, il bassista Álvaro Díez viene espulso dal gruppo e sostituito da Samuel Titos, ex chitarrista e cantante.

### 2006 - 2010: La riscoperta del pop e il sound etnico
Per mesi, il gruppo è impegnato nella composizione del nuovo album. Nel mese di ottobre 2006 viene pubblicato Follow the city lights, prodotto da Daniel Alcover. Lo stile dei Dover cambia radicalmente con l'inserimento di arrangiamenti elettronici e totalmente diversi da quelli precedenti.
Il primo singolo estratto, Let Me Out, riceve un premio Ondas come miglior canzone del 2006. Inoltre riesce a essere al numero uno nella top 40 per settimane. Il secondo singolo di questo album è Do Ya che è al primo posto nella top 40 per due settimane. Con questo album vendono 170.000 copie.
Nel novembre 2007 esce una compilation doppia, chiamata 2, che contiene i vecchi successi in versione electro pop, più l'inedito Soldier.
Alla fine del 2007 parte un tour in tutta Europa per pubblicizzare il nuovo album . Nel 2010 viene firmato il contratto con la Sony BMG. La pubblicazione del settimo album, I Ka Kene, il 4 ottobre 2010 vede canzoni fortemente influenzate dallo stile africano e un singolo, The Divine Response, cantato in francese.

### 2013: L'incontro con il passato; DOVER Came to Me
Per il ventesimo anniversario dalla formazione della band i Dover annunciano di proporre dal vivo il loro acclamato album Devil came to me (nel quindicesimo anniversario dall'uscita del disco) suonandolo per intero l'8 marzo nella Sala Sol di Madrid. Cominciano quindi un tour di concerti in tutta la Spagna dalla durata di tre mesi, che vende più biglietti degli ultimi anni. Il tour porta il gruppo a uscire anche dai confini del loro paese natale, suonando anche in Germania. Nel 2013 esce una versione rivisitata di "Devil Came to Me" chiamata "DOVER Came to Me" che contiene una bonus track rispetto alla versione originale, un secondo CD con le tracce registrate dal vivo nel loro tour e un DVD con uno di questi concerti, più un live del 1997 al Pabellón de Deportes di Madrid. Il DVD contiene anche varie interviste ai membri del gruppo più i videoclip di Serenade e Loli Jackson.
'2015: Complications'
Il gruppo annuncia l'uscita del nuovo album per i primi del 2015, dichiarando che le sonorità del disco saranno più rock e simili a quelle dei primi album. Complications, l'ottavo album dei Dover, esce il 9 febbraio 2015.

## Formazione
- Cristina Llanos - cantante e chitarrista (1992-2016)
- Amparo Llanos - chitarrista (1992-2016)
- Jesús Antúnez - batterista (1992-2016)
- Álvaro Díez - bassista (1992-1995, 1997-2005)
- Álvaro Gómez - bassista (1995-1997)
- Samuel Titos - bassista (2005-2016)

## Discografia

### Album in studio
- 1995 - Sister (700 copie)
- 1997 - Devil Came to Me (800.000 copie vendute)
- 1999 - Late at Night (300.000 copie vendute)
- 2001 - I Was Dead For 7 Weeks In The City Of Angels (220.000 copie vendute)
- 2003 - The Flame (50.000 copie vendute)
- 2006 - Follow The City Lights (170.000 copie vendute)
- 2010 - I ka kené
- 2015 - Complications

### Raccolte
- 2005 - Oh! Mother Russia
- 2007 - 2 (50.000 copie vendute)

### EP
- 2001 - It's Good To Be Me!

### Singoli
| Album                                        | Singoli estratti                                                          |
| -------------------------------------------- | ------------------------------------------------------------------------- |
| Devil Came to Me                             | - Serenade - Loly Jackson - Devil Came To Me - Judas                      |
| Late at night                                | - DJ - Cherry Lee - The Hitter - Far - Flashback                          |
| I was dead for 7 weeks in the city of angels | - King George - The Weak Hour of the Rooster - Better Day - Big Mistake   |
| It's good to be me                           | - Mystic love                                                             |
| The Flame                                    | - The Flame - Honest - Die for Rock & Roll - Mi Sombrero - Leave Me Alone |
| Follow the city lights                       | - Let Me Out - Do Ya - Keep On Moving                                     |
| 2                                            | - Soldier - Serenade 07                                                   |
| I ka kené                                    | - Dannayá - Under your spell                                              |
| What goes around comes around                | - What goes around comes around                                           |
| Complications                                | - Too Late                                                                |

## Videografia
DVD:
- 2000: "DOVER: 1990-2000"

Video:
- 1998: "DOVER Came To Me"